# Корнилов, Пётр Власович
Пётр Власович Корнилов — командир отделения связи управления 3-го дивизиона 789-го артиллерийского полка (251-я стрелковая дивизия 2-й гвардейской армии 3-го Белорусского фронта), младший сержант.

## Биография
Родился в крестьянской семье в селе Васильевка Оренбургского уезда Оренбургской губернии (ныне — Абдулинский район Оренбургской области).
Получил начальное образование. Работал в колхозе счетоводом.
25 июня 1941 года Абдулинским райвоенкоматом Чкаловской области был призван в ряды Красной армии. С 7 июля 1941 года на фронтах Великой Отечественной войны.
За мужество и героизм в боях за Родину приказом по 251 стрелковой дивизии от 30 октября 1943 года он был награждён медалью «За отвагу».
С началом операции «Багратион» при прорыве обороны противника в Витебской области 23—27 июля 1944 года возле посёлка Замосточье младший сержант Корнилов находился в боевых порядках пехоты и обеспечивал связь пехотных подразделений с командиром дивизиона. В течение 4-х суток он 30 раз выходил на устранение порывов связи и устранил 50 порывов, чем обеспечил выполнение боевой задачи. Приказом по 251-й стрелковой дивизии от 22 июля 1944 года он был награждён орденом Славы 3-й степени.
Командир отделения связи управления 3-го дивизиона П. Корнилов 1 февраля 1945 года в районе города Бартенштайн (в настоящее время Бартошице) под огнём противника устранил более 20 повреждений на линиях связи. Будучи ранен, продолжал обеспечивать связь командованию. Приказом по 2-й гвардейской армии от 3 апреля 1945 года он был награждён орденом Славы 2-й степени.
В боях по ликвидации окружённой группировки противника на Земландском полуострове в Восточной Пруссии 12 апреля 1945 года был легко ранен в районе северо-западнее Кёнигсберга, но после перевязки продолжил делать свою работу по восстановлению связи и с поля боя не ушёл. 14 апреля в районе замка Тиренберг под огнём противника 35 раз устранял порывы линии связи и обеспечил бесперебойную связь командира дивизиона со штабом. 16 апреля в бою возле господского двора Остерау (в настоящее время усадьба Осетрово) он под артиллерийско-миномётным огнём сам лично проложил линию связи. Указом Президиума Верховного Совета СССР от 29 июня 1945 года был награждён орденом Славы 1-й степени.
В декабре 1945 года демобилизован. Вернулся на родину. Жил в городе Абдулино, работал счетоводом.
6 апреля 1985 года в ознаменование 40-летия Победы он был награждён орденом Отечественной войны 1-й степени.
Скончался 13 октября 1986 года, похоронен на городском кладбище города Абдулино.